# Арконса
Арконса (фр. Arconsat) насеље је и општина у централној Француској у региону Оверња, у департману Пиј де Дом која припада префектури Тјер.
По подацима из 2011. године у општини је живело 643 становника, а густина насељености је износила 28,41 становника/km². Општина се простире на површини од 22,63 km². Налази се на средњој надморској висини од 800 метара (максималној 1.287 m, а минималној 631 m).

## Демографија
| 1962. | 1968. | 1975. | 1982. | 1990. | 1999. | 2011. |
| ----- | ----- | ----- | ----- | ----- | ----- | ----- |
| 787   | 815   | 782   | 779   | 724   | 717   | 643   |

График промене броја становника у току последњих година